# Gouvernement Wolynië
Het gouvernement Wolynië (Russisch: 'Волынская губерния, Volynskaja goebernija,  Oekraïens: Волинська губернія) was een gouvernement (goebernija) van het keizerrijk Rusland. Het gebied bestond van 1792 tot 1925. Van 1792 tot 1796 heette het gebied Onderkoninkrijk Wolynië. Het gouvernement grensde aan Grodno, Minsk, Kiev, Podolië, tot 1912 aan de Poolse gouvernementen Lublin, Siedlce en  Kholm en het Oostenrijkse West-Galicië. De hoofdstad was Zjytomyr.
Het gouvernement ontstond in 1792 na de Tweede Poolse Deling  uit de woiwodschappen Wolynië en Kiev van het Pools-Litouwse Gemenebest. Het gebied ging van 1792 tot 1796 op in het onderkoninkrijk Wolynië. Na het Verdrag van Riga werd een deel van het gouvernement onderdeel van het woiwodschap Wolynië van de Tweede Poolse Republiek. Een ander deel van het gouvernement werd onderdeel van de Oekraïense Socialistische Sovjetrepubliek tot 1925.

## Geschiedenis

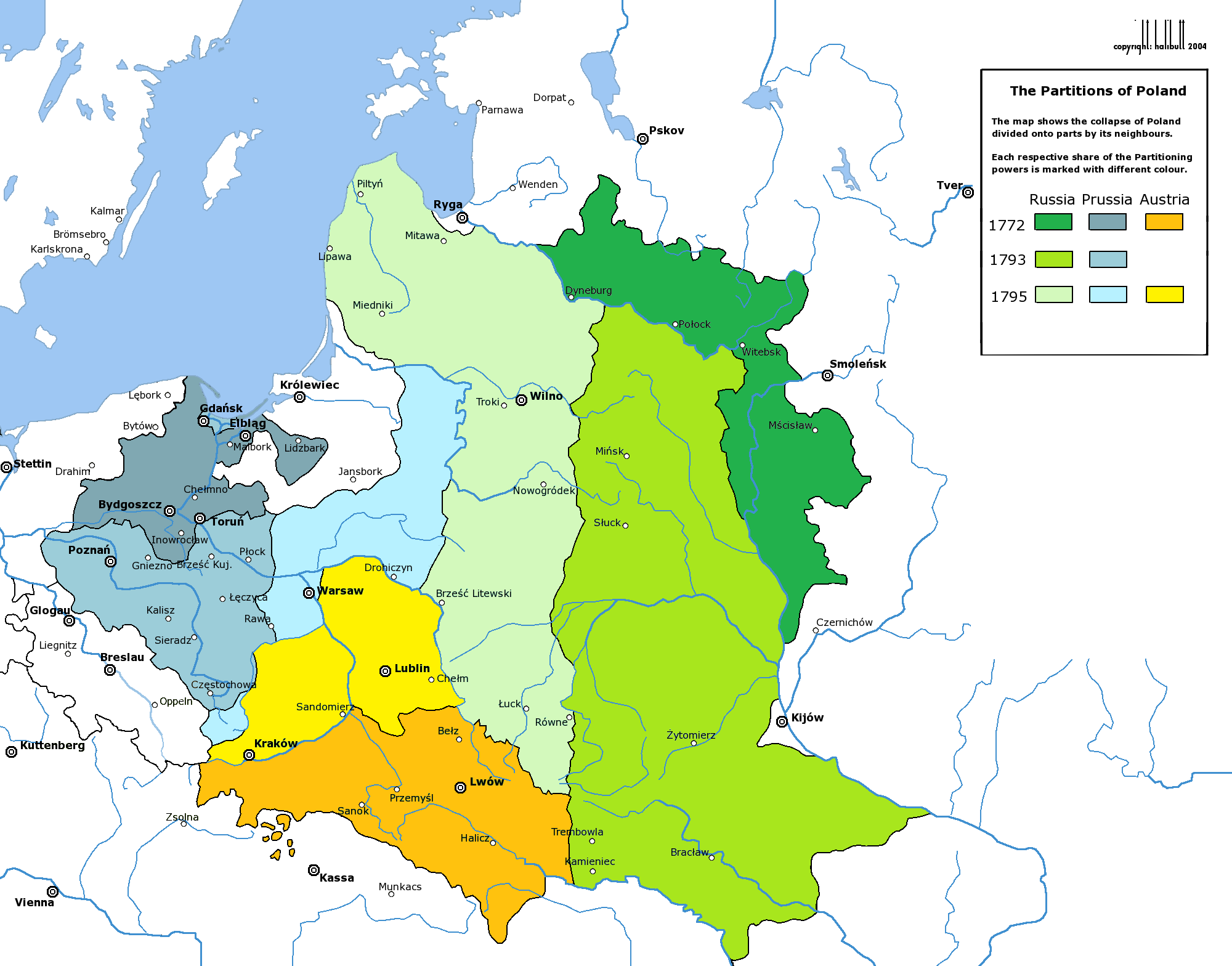
Het gebied van het Polen-Litouwen voor de Poolse Delingen

Het gouvernement Wolynië ontstond op 12 december 1796 na de Derde Poolse Deling toen een deel van het woiwodschap Wolynië en het woiwodschap Kowel onderdeel werden van het keizerrijk Rusland. Het gebied werd samengevoegd met het tijdens de Tweede Poolse Deling door Rusland verkregen gebieden die onder de naam gouvernement Izjazlav bekendstonden. Het gebied ontstond uit het gouvernement Kiev en het oostelijke deel van het woiwodschap Wolynië. In 1796 verhuisde de regering tijdelijk naar Novohrad-Volynskyi, maar omdat daar geen geschikte gebouwen waren gevonden voor administratieve doeleinden, verplaatste de hoofdstad naar Zjytomyr. In 1802 kocht de stad Zjytomyrde bezittingen van vorst Ilyinsky en in 1804 werd het officieel de hoofdstad van het gouvernement Wolynië. Van 1832 tot 1915 vormde het samen met het gouvernement Kiev en het gouvernement Podolië onderdeel van de Zuidwestelijke Kraj, ook bekend als het generaal-gouvernement Kiev. In 1880 viel het generaal-gouvernement uiteen.
In 1897 bestond de bevolking van het gouvernement uit 2.989.482 inwoners en in 190 bestond de bevolking uit 3.920.400 personen. De meerderheid van de bevolking, 70%, sprak Oekraïens.
Na de Pools-Russische Oorlog in 1920 en volgens de Vrede van Riga werd het gebied van het gouvernement onderdeel van het woiwodschap Wolynië van het Tweede Poolse Republiek. de hoofdstad van het woiwodschap was Loetsk. Het oostelijke deel bestond tot 1925 en werd later opgedeeld in drie oblasten Sjepetovka, Zjitomir en Korosten. Het Oekraïense deel werd onderdeel van de oblast Wolynië.

### Gouverneurs
Revkom
- 1919 Michail Kroetsjinski (tegelijkertijd voorzitter van de tsjeka in Wolynië)

Uitvoerend Comité in Wolynië
- 1920 Aleksandr Sjoemski
- 1920 Vasili Averin
- - 1921 Danilevitsj
- 1921-1922 Ivan Nikolajenko

### Hoofd van de Veiligheidsdienst
Tsjeka
- 1919 Vasil Viljavko
- 1919 M. Sjoef
- 1919 Michail Kroetsjinski
- november 1919 - december 1919 Vsevolod Balitski
- december 1919 Vasil Levotski (actief)
- - 2 november 1921 Semen Kesselman (Zapadny)
- januari 1922 - 2 juni  1922 Janis Biksons

GPOe
- -1923 Pavel Ivonin
- maart 1923 - oktober 1923 Foma Leonjoek
- 1 juli 1923 - 1 september 1924 Simon Doekelski
- 1924 - 1925 Aleksandr Safes (Grozny)